# Iglesia latina
La Iglesia latina (en latín: Ecclesia Latina, en el Anuario Pontificio en italiano: Chiesa latina) o Iglesia de Occidente (en latín: Ecclesia Occidentalis) es la más grande de las veinticuatro Iglesias sui iuris que conforman la Iglesia católica. Está presidida por el papa, obispo de Roma, y se regula por el Código de Derecho Canónico. En su liturgia sigue los ritos latinos, de los cuales el más extendido es el rito romano. 
La Iglesia latina se desarrolló en el Imperio romano de Occidente —donde dominaba el latín— y se distingue de las Iglesias católicas orientales, que surgieron en otros contextos culturales y desarrollaron diferentes ritos litúrgicos y disciplina eclesiástica, así que no todos los católicos son latinos (o católicos romanos). Históricamente, llegó a ser conocida como patriarcado de Occidente (también patriarcado latino o romano), principalmente en Oriente, y este uno de los títulos del Papa sigue siendo el de Patriarca de Occidente.

## Distribución geográfica
La Iglesia latina, que se desarrolló inicialmente en la Europa occidental y África del Norte, está presente en todas las partes del mundo habitado. Asimismo las Iglesias orientales (sean católicas, ortodoxas, ortodoxas orientales u otras) que tuvieron su origen en regiones más al este, sea adentro que fuera del Imperio romano, ahora tienen miembros en casi todos los países.

## Historia

### Iglesia primitiva

La Crucifixión de Pedro, de Caravaggio, lo representa con la cabeza hacia abajo, de acuerdo con la tradición

Tradicionalmente en la Iglesia católica se cree que los apóstoles Pedro y Pablo, junto con sus discípulos, fundaron una comunidad cristiana en Roma. El año de la llegada de san Pedro a Roma es incierto, algunas tradiciones antiquísimas dicen que fue el año 42, y otros la fechan algo después. Pedro acabó sus días en Roma, donde murió martirizado en el año 67 bajo el mandato de Nerón en el Circo de la Colina Vaticana, sepultado a poca distancia del lugar de su martirio y que a principios del siglo IV el emperador Constantino I el Grande mandó construir la gran basílica.
Clemente Romano, en su carta a los corintios, data su muerte en la época de las persecuciones de Nerón. El evangelio de Juan sugiere, en su característico estilo alegórico, que Pedro fue crucificado. Algunos retrasan la redacción de este Evangelio hasta el siglo II, por lo que consideran su testimonio de menor relevancia. Pedro de Alejandría, que fue obispo de esa ciudad y falleció en torno a 311, escribió un tratado llamado Penitencia, en el que dice: «Pedro, el primero de los apóstoles, habiendo sido apresado a menudo y arrojado a la prisión y tratado con ignominia, fue finalmente crucificado en Roma». Orígenes en su  Comentario al libro del Génesis III, citado por Eusebio de Cesarea, dice que Pedro pidió ser crucificado cabeza abajo por no considerarse digno de morir del mismo modo que Jesús. Lo mismo relata Jerónimo de Estridón en su obra Vidas de hombres ilustres.
En el siglo III, san Cipriano, obispo de Cartago, habla de una jerarquía monárquica de siete grados, en la cual la posición suprema la ocupaba el obispo. En esta jerarquía el obispo de Roma ocupaba un lugar especial, en cuanto sucesor de san Pedro.
Además, el que el obispo de Roma llegara a tener una importancia particularmente grande, se debió, según algunos, por motivos políticos: Roma fue la capital del Imperio romano hasta que el emperador Constantino I el Grande hizo de Constantinopla la nueva capital, el 11 de mayo de 330.[cita requerida] Otros atribuyen esta importancia a que el obispo de Roma reclama ser el sucesor de san Pedro, a quien, según el Evangelio de Lucas 22:32, Jesús le dijo:

"pero yo he rogado por ti, para que tu fe no desfallezca. Y tú, cuando hayas vuelto, confirma a tus hermanos.".
 (San Lucas 22:32, Biblia de Jerusalén)

Más aún, hacia el año 95, Clemente de Roma (obispo de la Iglesia de Roma entre 89 y 97) escribió una carta a la comunidad cristiana de Corinto para resolver un problema interno, sugiriendo su primacía sobre las Iglesias particulares. En efecto, habían surgido levantamientos contra los presbíteros-epíscopos en Corinto y Clemente, como obispo de la Iglesia de Roma, los llamó al orden y a la obediencia a sus respectivos pastores, evocando el recuerdo de los apóstoles Pedro y Pablo. Esa carta es la primera obra de la literatura cristiana fuera del Nuevo Testamento de la que consta históricamente el nombre de su autor, la situación y la época en que se escribió, y cuyas palabras manifiestan una dureza propia del lenguaje de aquel que es consciente de su autoridad.
En el primer siglo del cristianismo la Iglesia latina se formaba por las provincias occidentales del Imperio romano, esto es, por la Europa de influencia latina (Italia, Galia, Hispania, etc.) más la región del África Proconsular (África del Norte con excepción de Egipto), perteneciente al área de influencia griega
El emperador Justiniano I (527–565), cuando instituyó el sistema eclesiástico imperial de la Pentarquía, trazó la frontera del Obispo de Roma al oriente de Macedonia y Grecia, pasando Creta y llegaba hasta África a la frontera occidental de Egipto. El territorio que el Emperador así asignaba al Patriarca de Occidente era mucho menos vasto de lo que se podría pensar, dado que el Imperio tenía relativamente poco en su poder. Sin embargo, Roma, que no aceptó la teoría de la Pentarquía y privilegió la idea de las tres sedes episcopales petrinas de Roma, Alejandría y Antioquía, era el punto de referencia para los cristianos de las nuevas naciones occidentales, debido no solo a la conversión de los pueblos germánicos asentados adentro de las anteriores fronteras del Imperio, sino también a una expansión misionera que abrazó Irlanda y Germania, que nunca pertenecían al Imperio. El emperador León III el Isaurio (717-741) anuló casi totalmente en su dominio el poder del obispo de Roma, transfiriendo el sur de Italia, Iliria y Grecia de la jurisdicción papal a la del patriarca de Constantinopla. Pero, poco después, el Imperio quedó totalmente excluido del oeste y la Iglesia latina entera ya no tenía relación de dependencia política del Imperio.

### Época medieval

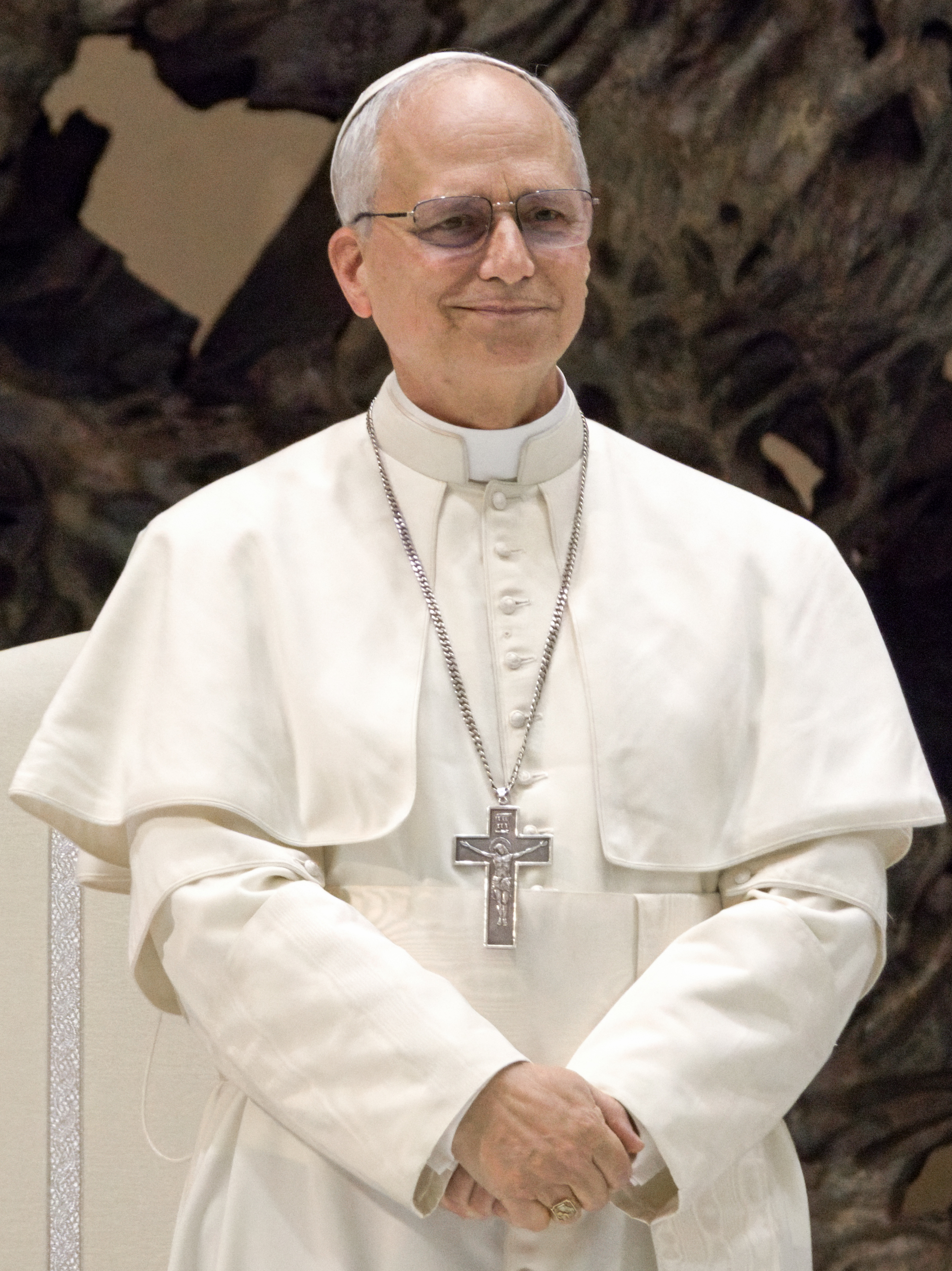
Papa León XIV, actual obispo de Roma y cabeza de la Iglesia latina y universal

Con la conquista árabe desapareció la Iglesia africana, muy importante desde el punto de vista demográfico y cultural, que contaba con numerosos obispos y algunos de los más importantes pensadores cristianos como Tertuliano o Agustín de Hipona, reduciéndose la Iglesia latina al territorio europeo. Lo mismo sucedió con la conquista árabe y turca en oriente, donde ya antes había surgido una división entre la Iglesia que apoyaba el Concilio de Calcedonia del año 451 (y que por eso se llama calcedoniana u ortodoxa) y la mayoría de los cristianos en Egipto y algunas otras partes, que lo rechazaban (las Iglesias ortodoxas orientales). Así quedaron fuertemente reducidos los patriarcados ortodoxos de Alejandría, Antioquía y Jerusalén. Desde entonces, el Oriente cristiano ortodoxo se identificó prácticamente con la Iglesia griega o bizantina, es decir, el Patriarcado de Constantinopla y las iglesias nacidas como fruto de su acción misionera, que le reconocían una primacía de jurisdicción o al menos de honor. Siguió el Gran Cisma entre esta cristiandad y la Iglesia latina.

#### El Gran Cisma
En el Gran Cisma de 1054, se dio la ruptura entre la Iglesia de Roma y la Iglesia de Constantinopla. Se muestran a favor de Constantinopla los otros tres patriarcados orientales (los de Alejandría, Antioquia y Jerusalén), pero su ruptura definitiva con el obispo de Roma fue oficialmente poco tiempo después de la de Constantinopla por los hechos ocurridos en Las Cruzadas. Estos cuatro patriarcados sin la autoridad de Roma conformaron la hoy llamada Iglesia ortodoxa, que compartía el mismo pasado con la Iglesia católica hasta el cisma que aún sigue vigente. No se debe confundir la ruptura de los Patriarcados Ortodoxos con Roma, con el cisma producido en siglo V cuando las Iglesias no calcedónicas, por ejemplo el Patriarcado Copto de Alejandría, rompieron con Roma y los otros 4 patriarcados de la antigua Pentarquía.
No todas las Iglesias orientales se separaron del obispo de Roma: la Iglesia maronita, en particular, afirma nunca haber roto los lazos. Aun hoy los católicos latinos en Oriente Medio son mucho menos numerosos de los católicos orientales, y existe en occidente en plena comunión con Roma una Iglesia no latina, la italo-albanesa.

#### Título "Patriarca de Occidente"

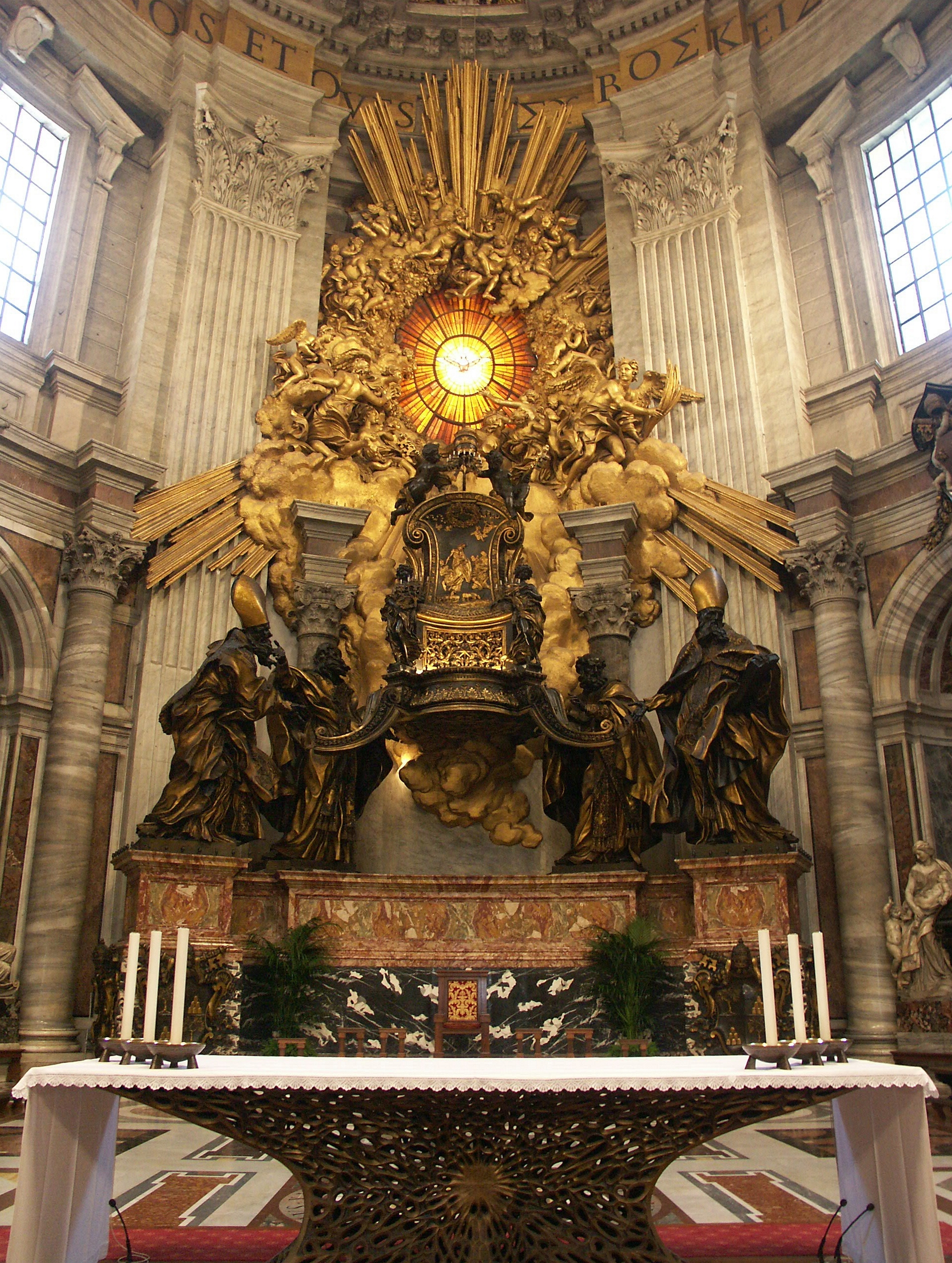
Cátedra de San Pedro.

El título de "Patriarca de Occidente" lo empleó en el año 642 el papa Teodoro I. Sin usar el título de "Patriarca de Occidente", el IV Concilio de Constantinopla (869-870), el IV Concilio de Letrán (1215) y el Concilio de Florencia (1439), incluyeron al Papa como el primero de los cinco Patriarcas de entonces. Solo volvió a aparecer en los siglos s. XVI e s. XVII, debido a que los títulos del Papa se multiplicaron.

### Periodo moderno
Después con la expansión misionera, sobre todo en el s. XVI en adelante, la Iglesia latina se difundió a otros continentes, por lo que añadió a Europa Occidental todas las nuevas tierras ocupadas por europeos occidentales, para formar el enorme patriarcado latino actual y cuentan además con dos patriarcados nominales: el de las Indias Orientales y el de las Indias Occidentales. En todo este vasto territorio el papa se definió patriarca tanto como por su posición como cabeza visible de la Iglesia entera.
Debido a que en el transcurso del s. XX el significado del término "Occidente" se enmarcó en un contexto cultural que no se refiere únicamente a Europa Occidental, sino que se extiende desde Norteamérica a Australia y Nueva Zelanda, ocasionalmente incluyendo a América Central y del Sur, para diferenciarse de este modo de otros contextos culturales, es obvio que este significado del término "Occidente" no puede pretender describir un territorio eclesiástico, ni puede ser empleado como definición de un territorio patriarcal. Si se quiere dar a este término un significado aplicable al lenguaje jurídico eclesial, se podría comprender solo con referencia a la Iglesia latina. Por tanto, el título "Patriarca de Occidente" describiría la especial relación del obispo de Roma con esta última, y podría expresar la jurisdicción particular del obispo de Roma para la Iglesia latina.
El título papal de "Patriarca de Occidente" apareció por primera vez en el Anuario Pontificio en 1863 y fue suprimido en el Anuario Pontificio de 2006.

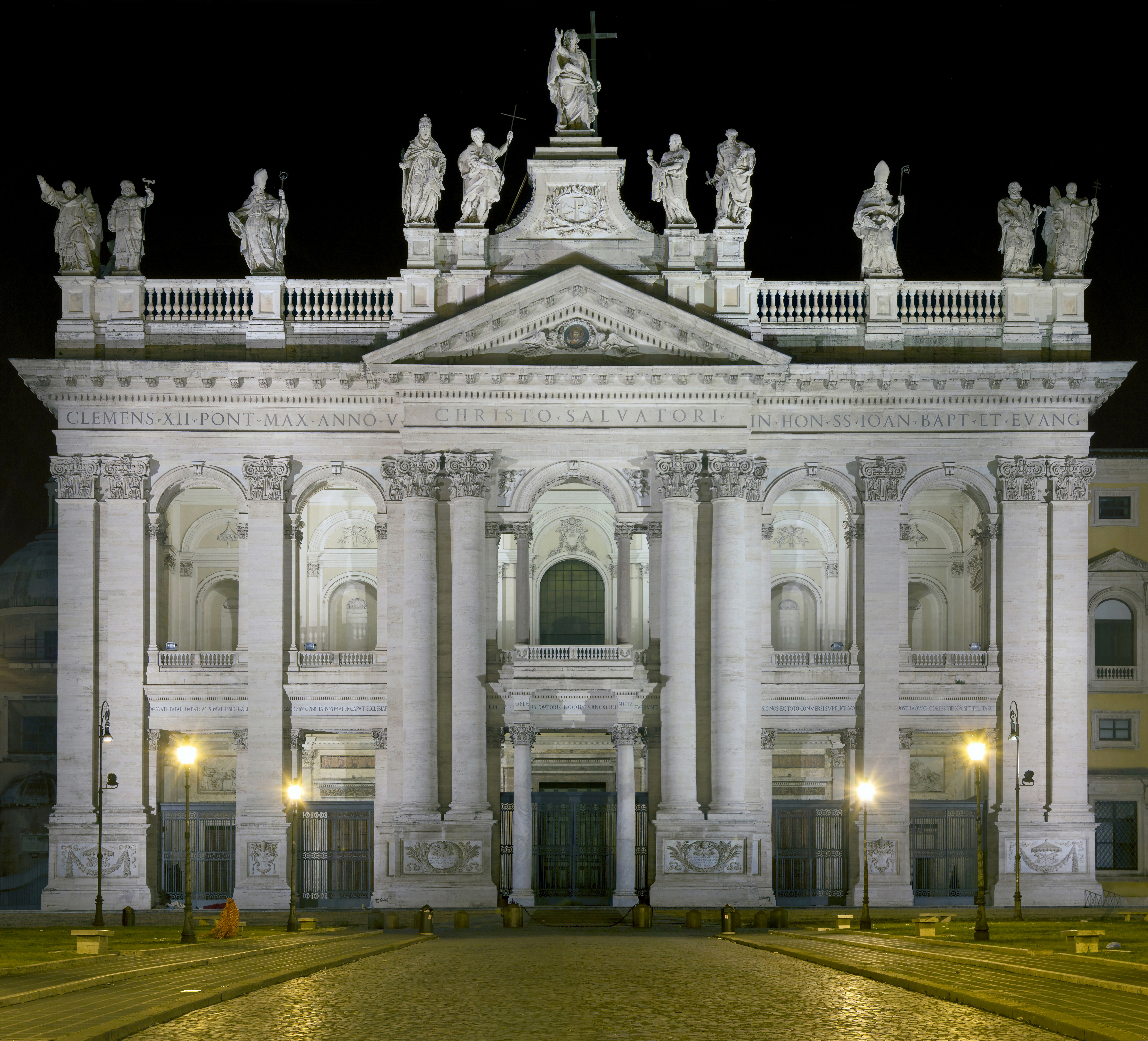
Archibasílica de San Juan de Letrán, Catedral de Roma «Omnium Urbis et Orbis Ecclesiarum Mater et Caput» (Madre y Cabeza de todas las Iglesias de Roma y toda la Tierra)

Como el título de "Patriarca de Occidente" era poco claro desde el inicio, con el desarrollo de la historia se hizo obsoleto y prácticamente no utilizable. Por eso, no tiene sentido insistir en mantenerlo, sobre todo teniendo en cuenta que la Iglesia católica, con el Concilio Vaticano II, halló para la Iglesia latina en la forma de las Conferencias Episcopales y de sus reuniones internacionales de Conferencias Episcopales, el ordenamiento canónico adecuado a las necesidades de principios del siglo XXI.

## Liturgia
Mientras en las Iglesias orientales cada uno de los ritos litúrgicos tiende a identificarse con una Iglesia ritual particular, marcadas por diferencias en el orden jerárquico y disciplinar, en la Iglesia latina ellos no constituyen Iglesias distintas. y se usan o se usaban en distintas áreas geográficas o distintas familias religiosas que pertenecen todas a la única Iglesia latina.
En sentido litúrgico, no existe un solo «rito latino», sino una variedad de ritos litúrgicos latinos, pero es el rito romano el que practica la mayor cantidad de fieles en Occidente, y en el mundo en general, y algunas veces se emplean ambos términos como si fuesen sinónimos. Sin embargo, junto con el romano, coexisten en la Iglesia latina el rito ambrosiano (en Milán) y el rito mozárabe. (en España, particularmente Toledo). Además, el rito romano, posee una serie de usos propios a regiones u órdenes religiosas. Estos ritos y usos particulares se conservaron aún después de la fijación del rito romano por la bula Quo Primum tempore, debido a su antigüedad. 
El rito romano sufrió muchos cambios, tanto que algunos consideran que el rito romano original ya no subsiste: lo que ahora existe sería una combinación del antiguo rito con adiciones galicanas, que se impuso en casi toda la Iglesia latina después del Concilio de Trento.
Hasta 1970, el rito romano había permanecido sin mayores cambios desde el tiempo de San Gregorio Magno (siglo vi). El Concilio Vaticano II (1962-1965) ordenó una revisión general de los libros litúrgicos, para lo cual se implementó una comisión (Consilium ad exsequendam constitutionem sacra liturgia) que durante los años siguientes llevó a cabo profundos cambios en la celebración de la misa, los sacramentos y el oficio divino. A pesar de la aprobación de las reformas al rito romano (la primera edición típica del misal romano tras la reforma fue publicada en 1970, y la actual (tercera) en 2002, durante el pontificado de Juan Pablo II), varias comunidades e individuos consideraban que esta reforma iba mucho más allá de lo pedido por el Concilio y daba lugar a una liturgia fabricada, al incluir creaciones nuevas y «artificiales» y desechando la tradición de crecimiento orgánico. 

Lo que sucedió después del Concilio significa algo completamente diferente: en lugar de la liturgia fruto de un desarrollo continuo, se puso en marcha una liturgia fabricada. Hemos salido del proceso vivo de crecimiento y transformación para entrar en la fabricación. Ya no queríamos continuar el desarrollo orgánico y la maduración de lo vivo a través de los siglos, y los reemplazamos -a modo de producción técnica- por una fabricación, un producto banal del momento.
 Joseph Ratzinger (luego Benedicto XVI). Prefacio a La Réforme Liturgique En Question en Klaus Gamber (1992).

En el periodo posterior a la reforma litúrgica, varias comunidades quisieron conservar los ritos antiguos, lo que en algunos casos llevó a enfrentamientos y oposiciones. La convivencia de la forma tradicional (última edición en el misal de 1962) junto con la forma reformada (última edición en el misal de 2002) fue finalmente establecida por el papa Benedicto XVI en su motu proprio Summorum Pontificum de 2007, con la coexistencia de la forma ordinaria (reformada) y la extraordinaria (tradicional) del rito romano, aunque en 2021 su sucesor Francisco impuso restricciones a la celebración de la última, con el motu proprio Traditionis custodes.

No hay ninguna contradicción entre una y otra edición del Missale Romanum. En la historia de la Liturgia hay crecimiento y progreso pero ninguna ruptura. Lo que para las generaciones anteriores era sagrado, también para nosotros permanece sagrado y grande y no puede ser  improvisamente totalmente prohibido o incluso perjudicial. Nos hace bien a todos conservar las riquezas que han crecido en la fe y en la oración de la Iglesia y de darles el justo puesto.
 Benedicto XVI. Carta que acompaña al motu proprio Summorum pontificum (2007).

El rito ambrosiano es el rito litúrgico ordinario en la mayor parte de la archidiócesis de Milán y en algunas partes de diócesis cercanas en el norte de Italia y en Suiza. El rito mozárabe sigue celebrándose actualmente en muy pocos lugares y el uso del rito bracarense en la archidiócesis de Braga es solo facultativo. Las comunidades religiosas que tenían particulares ritos litúrgicos medievales (los dominicos, los carmelitas, los cartujos) en la práctica los abandonaron de manera general después del Concilio Vaticano II, pero algunas comunidades siguen usando hoy los antiguos ritos.
Otros ritos litúrgicos latinos son ya extintos, entre ellos el rito céltico, el africano y el galicano. En su esencia, este último asemeja a los ritos orientales.
|                                         |
| Misa de rito romano (forma tradicional) |

|                                                      |
| Liturgia de la Pasión, rito romano (forma reformada) |

|                                       |
| Misa de rito romano (forma reformada) |

|                                             |
| Misa de rito ambrosiano (forma tradicional) |

|                       |
| Misa de rito dominico |